# 단원로 (안동시)
단원로(檀園路)는 경상북도 안동시 태화동에서 안동시 신안동을 연결하는 도로이다. 산 중턱에 건설되어 경사와 굴곡이 심한 편이다.

## 주요 경유지
- 안동문화방송
- 경안고등학교
- 대구교대안동부설초등학교

## 주요 교차도로
- 경동로
- 제비원로
- 퇴계로